# 南禾蠟傘
南禾蠟傘（學名：Hygrocybe austropratensis），是一種擔子菌門真菌，隸屬於蠟傘屬。這種真菌體形細小，顏色為淡橙色或橙褐色，並且僅僅分佈於澳洲悉尼北岸的巷灣國家公園、藍山的海澤布魯克和維多利亞州。

## 分類
南禾蠟傘的第一個標本是由澳大利亞真菌學家布魯斯·亞歷山大·赫斯於1996年5月23日在墨爾本渥倫泰德國家公園收集的。之後，澳大利亞真菌學家安東尼·M·楊於1999年透過鑒定由雷·科爾尼和艾爾瑪·科爾尼於1996年6月7日收集得來的正模標本，給予這種真菌現今的學名。其學名中的源自拉丁文和，兩者的意思分別是「南方」和「草甸」，合起來就是「南禾」。
在1999年前，這種真菌都被誤以為是屬於草地蠟傘。但安東尼·M·楊因兩者的孢子大小差異和南禾蠟傘年輕時表面特有的白毛而將之獨立成為一個物種。

## 描述
南禾蠟傘的菌蓋直徑約為1.4–3厘米（0.5–1.2英寸），呈淡橙色或橙棕色。其菌蓋呈凸面狀，但是隨著年齡增加會迅速變成不規則的扁平狀。這種真菌的所有部分都覆蓋著白色的細毛，但隨著年齡增加會迅速消失。其厚厚的菌褶是下延的，呈淺黃色，且它們之間的間距很大。其菌柄高2–4.5厘米（0.8–1.6英寸），厚0.4–0.7厘米，呈淺黃色，而其底部則呈球根狀。其孢子印呈白色，而其橢圓形擔孢子的大小則為7.5 x 6.3微米。

## 分佈及生境
南禾蠟傘主要於秋季到冬季期間出現，且僅僅澳洲悉尼北岸的巷灣國家公園、藍山的海澤布魯克和維多利亞州曾有這種真菌出現的紀錄。這種真菌通常在乾燥的森林地區中，紐西蘭茶樹下的枯枝落葉和苔蘚上出現。溫暖的溫帶或亞熱帶氣候均適合這種真菌生長。
這種真菌現被新南威爾士州政府列為「瀕危物種」，即「除非威脅其生存或進化發展的情況和因素消失，否則可能會滅絕」的物種。合適這種真菌的棲息地非常有限，且其大部份棲息地均被污染了，因此可能會在不久的將來野外絕滅。